# Politique étrangère de la Corée du Nord
La Corée du Nord a établi des relations diplomatiques avec plus de 150 États. De plus, elle est membre de l'ONU qu'elle a rejoint le 17 septembre 1991, en même temps que la Corée du Sud, mais c'est le seul État (reconnu par l'ONU) qui n'est pas membre d'une organisation régionale.
Après son retrait du traité sur la non-prolifération des armes nucléaires (TNP), la Corée du Nord est devenue la neuvième puissance nucléaire à la suite de son essai du 9 octobre 2006 condamné par la communauté internationale.

Carte des relations diplomatiques

## Rapports avec laCorée du Sud
Les relations avec les deux Corées, régimes concurrents revendiquant l'un et l'autre une légitimité à représenter l'ensemble de la péninsule ont été très tendues jusqu'à la fin de la Guerre froide, des accrochages militaires ayant encore lieu sporadiquement de nos jours.
Toutefois, après l'éclatement de l'URSS, les deux Corée sont entrées conjointement à l'ONU et ont été l'une et l'autre reconnues par la quasi-totalité des États.
La Corée du Sud a développé depuis les années 1990 une politique du « rayon de soleil » (« sunshine policy»), à l'initiative de l'ancien président Kim Dae-jung. La politique d'ouverture progressive entre les gouvernements du Nord et du Sud se fonde sur la déclaration conjointe du 15 juin 2000 : échanges de familles séparées, intensification des relations commerciales, réouverture de la ligne de chemin de fer reliant Séoul à Pyongyang après le passage de deux convois de part et d'autre de la zone démilitarisée le 17 mai 2007 (voir aussi l'article consacré à la réunification de la Corée). Un second sommet intercoréen, entre le dirigeant nord-coréen Kim Jong-il et le président sud-coréen Roh Moo-hyun, a eu lieu à Pyongyang du 28 au 30 août 2007.
Contrairement aux États-Unis, la Corée du Sud mise sur le dialogue et les échanges avec son voisin du Nord pour parvenir à une réunification pacifique et indépendante, objectif partagé de la déclaration conjointe. En 2005, la Corée du Sud s'est ainsi abstenue lors du vote sur une résolution des Nations unies condamnant le manque de respect des Droits de l'homme en Corée du Nord.
Le resserrement des relations économiques entre la république populaire de Chine et la république populaire démocratique de Corée inquiète les Sud-Coréens partisans de la réunification de la péninsule. En début d'année 2006, l'ancien président Kim Dae-jung a ainsi déclaré que « la Corée du Nord est submergée par le capital et par les produits chinois. Si rien n'est fait, elle finira par se fondre dans le bloc économique chinois. »
Sous les gouvernements conservateurs de Lee Myung-bak (2008-2013) et Park Geun-hye (2013-2017), la Corée du Sud refuse toute négociation, soutenue dans ce choix par les États-Unis. Pourtant, l’ancien ministre de l’Unification sud-coréen Jeong Se-hyun reconnaitra que « ce n’était pas une politique. On ne pouvait pas s’attendre à ce que la Corée du Nord abandonne volontairement l’arme atomique sans aucune compensation. Ironiquement, cela lui a donné le temps d’affiner sa technologie nucléaire. » Élu en 2017, Moon Jae-in relance le dialogue et rencontre Kim Jong-Un en avril 2018.
Mais, depuis novembre 2023, la Corée du Nord à coupée toutes les avancées dans les relations diplomatiques avec le Sud, en rompant la promesse de paix que les deux pays s'étaient fait en 2018, en évoquant "l'escalade de violence" envers la Corée du Nord par le Sud. Cela s'aggrave en 2024 où Kim Jong-Un définit la Corée du Sud comme "1e pays hostile envers la nation" et ordonne la suppression de tout signe de réconciliation au Nord.

## Rapports avec laChine
Diplomatiquement, le principal allié de la république populaire démocratique de Corée est la république populaire de Chine qui l'a soutenu militairement lors de la guerre de Corée et qui abrite une minorité coréenne de 2 millions de personnes.
La Corée du Nord serait par ailleurs l'un des principaux récipiendaires de l'aide économique et humanitaire chinoise.

### La coopération politique
L'alliance politique avec Pyongyang se fonde sur le Traité d'amitié, de coopération et d'assistance mutuelle signé entre les deux pays en 1961.
Une partie des militaires chinois sont plus particulièrement favorables au régime nord-coréen. En effet, Pékin rejette un scénario de réunification de la Corée qui, en maintenant la présence des troupes américaines au sud de la péninsule coréenne, signifierait une implantation militaire américaine directe à sa frontière nord-est, le long d'une des régions le plus industrialisée du pays, la Mandchourie. Autant dire que la pérennisation d'un régime communiste à Pyongyang relève d'une grande importance stratégique pour Pékin.
Sur le dossier nucléaire nord-coréen auquel elle participe activement au sein des pourparlers à six (les deux Corée, la Chine, les États-Unis, la Russie et le Japon), Pékin souhaite la dénucléarisation de l'ensemble de la péninsule coréenne. Le dialogue a été poussé au sommet des deux États avec des rencontres bilatérales entre Kim Jong-un et Xi Jinping.

### Les échanges économiques
La Chine encourage la libéralisation économique de la Corée du Nord, où ses entreprises s'implantent en nombre croissant : les investissements chinois en Corée du Nord ont atteint 14,37 millions d'euros en 2005. La verrerie de Taean, inaugurée le 9 octobre 2005, symbolise la coopération économique entre les deux pays.
Le dirigeant Kim Jong-il a effectué plusieurs voyages en Chine, le plus récent datant de juin 2010, pour apprécier les évolutions économiques avec son voisin.

### Les échanges culturels
L'accord d'échange culturel entre Pékin et Pyongyang a été renouvelé le 10 avril 2006 pour la période 2006-2008 .

## Rapports avec laRussie
Concernant la Russie, les relations s'étaient distendues avant la disparition de l'URSS parallèlement à l'intensification des échanges entre l'URSS et la Corée du Sud, alors que la diplomatie nord-coréenne avait poursuivi une politique d'équilibre et d'indépendance vis-à-vis de l'URSS et de la république populaire de Chine. En 1988, l'aide financière de l'URSS à la Corée du Nord a été divisée par quatre et les conditions préférentielles de livraison de pétrole soviétique ont cessé dès le début des années 1990.
La Russie a, ensuite, opéré, à la faveur de l'éviction des pro-occidentaux à Moscou et l'avènement de Vladimir Poutine, un certain rapprochement avec la Corée du Nord dans le cadre d'une diplomatie de diversification de ses échanges extérieurs correspondant à la vision de Moscou d'un monde multipolaire. Vladimir Poutine a ainsi effectué une visite à Pyongyang le 19 juillet 2000, avant que le dirigeant nord-coréen Kim Jong-il se rende à son tour en Russie.
Un protocole de coopération bilatérale dans le domaine ferroviaire a été signé à Pyongyang le 23 juillet 2006.
La nomination de Pak Ui-chun comme ministre nord-coréen des Affaires étrangères, le 18 mai 2007, a été interprétée comme un signe d'ouverture en direction de la Russie, après que M. Pak eut servi pendant huit ans comme diplomate à Moscou, jusqu'en août 2006.

## Rapports avec leJapon

### Le contexte historique de l'héritage de la colonisation japonaise
L'occupation japonaise de la Corée entre 1905 et 1945 a laissé des séquelles durables dans les relations entre Coréens et Japonais, alors que plus de 600 000 Coréens résident sur l'archipel nippon, regroupés au sein de deux associations proches, respectivement, du Nord et du Sud, la Chongryon et la Mindan.
À l'instar de ce qu'a obtenu la Corée du Sud dès les années 1960, la Corée du Nord demande une réparation économique au titre des dommages subis pendant l'occupation japonaise. Elle exige également des excuses officielles de Tokyo après la prostitution forcée de Coréennes par les soldats japonais (« les femmes de réconfort ») pendant la Seconde Guerre mondiale.

### La question des enlèvements
De son côté, le Japon dénonce les enlèvements de treize de ses ressortissants par Pyongyang au cours des années 1970 et 1980 par les services secrets nord-coréens.
La Corée du Nord a reconnu les faits, qu'elle a longtemps niés, le 17 septembre 2002, lors d'une rencontre à Pyongyang entre le Premier ministre japonais Jun'ichirō Koizumi et le dirigeant nord-coréen Kim Jong-il.
Lors de ce sommet, la république populaire démocratique de Corée a apporté des informations sur trois autres ressortissants japonais enlevés dont les noms ne figuraient pas dans la liste fournie par Tokyo. Le dirigeant Kim Jong-il a fait savoir que de tels actes ne se reproduiraient plus, en précisant que les autorités nord-coréennes avaient déjà puni ceux de ses agents responsables des enlèvements opérés dans les années 1970 et 1980.
Cinq Japonais enlevés sont retournés dans l'archipel nippon le 15 octobre 2002, pour une visite prévue normalement pour une durée de deux semaines. Leur non-retour en Corée du Nord, comme prévu, à l'issue de ce délai a vivement irrité Pyongyang. En outre, le sort de leurs autres compatriotes reste l'objet d'un lourd contentieux entre les deux pays qui n'ont toujours pas établi de relations diplomatiques : Pyongyang affirme qu'ils sont morts et a restitué des corps, dont Tokyo a déclaré qu'ils ne sont pas ceux de ses ressortissants.
La Corée du Nord a utilisé ces personnes pour former ses espions à la langue et à la culture japonaise et l'un des objectifs de ces enlèvements, était, selon Megumi Yao, l'une des ravisseuses, de préparer un groupe de Japonais à la diffusion des idées du Juche dans l'archipel nippon
A contrario, des Japonais ayant rejoint la Corée du Nord (lorsque près de 100 000 Coréens du Japon ont gagné la RPDC entre 1959 et 1962), comme An Pil Hwa qui avait alors suivi son mari coréen en Corée du Nord, se sont plaints d'avoir été rapatriés au Japon contre leur gré. Le Japon a, toutefois, autorisé d'autres Nord-Coréens à retourner vivre en Corée du Nord, telle que Chu Ji : après avoir quitté le Japon pour la Corée en 2003, elle est revenue en république populaire démocratique de Corée en juin 2007.
Par ailleurs, plusieurs membres de l'Armée rouge japonaise vivent en Corée du Nord depuis 1970 et la justice japonaise réclame leur extradition.

### Le processus de normalisation des relations diplomatiques
Malgré ces différends persistants, Tokyo et Pyongyang ont initié, en janvier 1991, des pourparlers en vue d'une normalisation de leurs relations diplomatiques, à la suite de la déclaration conjointe du 28 septembre 1990 entre le Parti libéral-démocrate (au pouvoir au Japon), le Parti socialiste japonais et le Parti du travail de Corée. Le 17 septembre 2002, Jun'ichirō Koizumi a été le premier Premier ministre japonais à se rendre en Corée du Nord.
Le rapprochement opéré au printemps 2006 entre les deux associations de Coréens au Japon (la Chongryon et la Mindan) augure également d'une plus grande visibilité de l'action des Coréens du Japon pour l'amélioration des relations nippo - nord-coréennes.
Cependant, les tirs de missile nord-coréens, puis l'essai nucléaire nord-coréen du 9 octobre 2006 ont été perçus au Japon comme des menaces pour l'archipel nippon : le gouvernement japonais a adopté des sanctions contre la Corée du Nord.
À l'issue de la session de pourparlers à six sur les armes nucléaires en Corée du Nord, qui s'est conclue à Pékin le 13 février 2007, en vue d'une dénucléarisation de la péninsule coréenne, le Japon et la Corée du Nord sont convenus d'engager des négociations bilatérales pour normaliser leurs relations diplomatiques, sur la base de la déclaration de Pyongyang. Ces discussions, qui se sont ouvertes à Hanoï, doivent régler les contentieux de l'occupation japonaise de la Corée et, selon le Japon, des enlèvements de ses ressortissants par la Corée du Nord durant les années 1970 et 1980, alors que la république populaire démocratique de Corée estime cette question réglée par le retour dans leur pays des Japonais toujours vivants.
En l'absence de relations diplomatiques officielles au niveau gouvernemental, la Ligue d'amitié parlementaire Japon-Corée du Nord traite de questions d'intérêt commun pour les deux pays, telles que la délimitation des zones de pêche.

## Rapports avec les autres démocraties populaires (anciennes et actuelles)
Outre, la république populaire de Chine et la Russie, la république populaire démocratique de Corée a gardé des relations diplomatiques relativement étroites avec d'autres pays se réclamant du socialisme, comme le Viêt Nam, le Laos et Cuba. La coopération avec le régime de Fidel Castro est d'ailleurs particulièrement approfondie dans les secteurs de l'agriculture et de la santé.
La  RPDC entretient également des relations avec d'anciennes démocraties populaires, comme la Mongolie et le Cambodge. L'ancien roi du Cambodge Norodom Sihanouk avait d'ailleurs établi des relations personnelles avec son homologue nord-coréen Kim Il-sung.
Une délégation mongole, conduite par le président Natsagiyn Bagabandi, a visité la Corée du Nord du 21 au 23 décembre 2005. Un accord commercial a alors été signé entre les deux gouvernements, et il a été prévu la mise en place d'un comité consultatif pour la coopération intergouvernementale dans les domaines économique, commercial, scientifique et technologique. Kim Yong-nam, chef de l'État nord-coréen en sa qualité de président du praesidium de l'Assemblée populaire suprême, s'est à son tour rendu à Oulan-Bator en juillet 2007 : la Corée du Nord et la Mongolie ont signé des accords de coopération dans les domaines de la science et de la santé, des transports maritimes[Quoi ?] et du commerce, ainsi que de l'échange de main-d'œuvre.

## Rapports avec lesÉtats-Unis

### Conditions générales
Les deux pays n'entretiennent pas de relations diplomatiques et restent formellement en état de belligérance depuis la fin de la guerre de Corée, en 1953. Les États-Unis font de l'abandon par la Corée du Nord de son programme nucléaire un préalable à tout dialogue.
Plusieurs incidents diplomatiques, accrochages militaires et accusations mutuelles ont à plusieurs reprises fortement augmenté la tension dans la région depuis cette période.
Pour les États-Unis, la Corée du Nord figure sur la liste des trois pays désignés par le président américain George W. Bush comme faisant partie de l'« Axe du Mal ».
Toutefois, certains médias sud-coréens rapportent que les États-Unis pourraient conclure un traité de paix avec la Corée du Nord si celle-ci abandonnait son programme d'armes nucléaires.
Certains spécialistes américains de la Corée du Nord, notamment Eric Sirotkin, fondateur du « Korean Peace Project », dénoncent toutefois l'orientation dominante des médias américains, en invitant à prendre en compte le point de vue nord-coréen, notamment en ce qui concerne les massacres commis par les troupes américaines pendant la guerre de Corée.
Dans une lettre au secrétaire général des Nations unies le 2 mars 2006, Pak Gil Yon, ambassadeur de Corée du Nord auprès des Nations unies, a de nouveau demandé le démantèlement du commandement américain - sous égide de l'ONU - en Corée du Sud, afin de respecter les termes de la résolution adoptée par l'Assemblée générale des Nations unies en 1975.
Pour leur part, les Américains reprennent les termes des résolutions du Conseil de sécurité qui ont déclenché l'intervention alliée sous commandement de l'ONU en raison de l'invasion de la Corée du Sud par la Corée du Nord, intervention rendue possible par la politique soviétique de la « chaise vide » au Conseil de sécurité, empêchant l'URSS d'user de son droit de veto. Selon les Alliés occidentaux, la Corée du Nord n'a pas respecté les résolutions du Conseil de sécurité concernant l'invasion de la Corée du Sud par ses troupes.
En dépit de son antagonisme avec Washington, Pyongyang a condamné les attentats du 11 septembre 2001. Bien que la Corée du Nord ait alors affirmé s'opposer à « toute forme de terrorisme », elle a été classée par le président George W. Bush dans l'« Axe du Mal » en janvier 2002. Alors qu'en 2001 l'administration républicaine déclarait encore vouloir poursuivre la politique de Bill Clinton de négociations avec la Corée du Nord, les attentats du 11 septembre 2001 ont entraîné une révision de la politique de Washington à l'égard de Pyongyang.
Voir aussi l'article consacré à la Corée du Sud, notamment la partie sur l’alliance militaire avec les États-Unis.

### Les débats internes à l'administration et à la classe politique américaines
L'évolution des positions américaines vis-à-vis de la Corée du Nord, et plus particulièrement le durcissement de Washington depuis la mise en place de l'administration Bush, traduit les conflits d'influence au sein de l'administration et de la classe politique américaines.

#### Théorie du «linkage» et positions antagonistes envers Pyongyang
Les débats dans l'administration américaine se cristallisent sur la théorie dite du « linkage », c'est-à-dire du lien à établir ou non entre d'une part les Droits de l'homme et d'autres questions immédiates (comme la crise nucléaire), et d'autre part l'aide alimentaire et la coopération économique.
De même que les conservateurs américains s'opposaient dans les années 1970 à la détente américano-soviétique et au rapprochement avec la république populaire de Chine, les néoconservateurs américains ont aujourd'hui clairement pour objectif un changement de régime en Corée du Nord. Leurs représentants actuels les plus en vue sont membres du Parti républicain, mais ils sont rejoints par des membres du Parti démocrate qui ont assuré l'élection de George W. Bush en 2000, puis sa réélection en 2004. D'influentes ONG chrétiennes fondamentalistes appuient leur combat en assimilant la défense des Droits de l'homme à la liberté religieuse, comme la Coalition chrétienne et l'Armée du salut.
Inversement, les diplomates de carrière jugent plus fructueux de dissocier les différents sujets de débat, tout en rejoignant les autres pays riverains de la Corée du Nord, comme la Chine et la Corée du Sud, sur la nécessité d'intégrer économiquement et politiquement la Corée du Nord au sein d'ensembles régionaux plus vastes, dans le Nord-est asiatique. Selon John Feffer, de l'International Relations Center, un institut de recherche américain basé au Nouveau-Mexique, « les diplomates de carrière du département d'État, qui œuvrent beaucoup aujourd’hui pour négocier là-bas le programme nucléaire de la Corée du Nord, se préoccupent qu’un langage inefficace sur les droits de l'homme puisse mettre en péril tout accord potentiel. "Nous n'avons aucun intérêt à faire des droits de l'homme une arme", a fait remarquer le négociateur en chef américain Christopher Hill. »
Cette position tend à être rejointe par certaines organisations comme le « Comité américain pour les droits de l'homme en Corée du Nord », dont un rapport dû à David Hawk, ancien dirigeant d'Amnesty International aux États-Unis, concluait, selon l'analyse de John Feffer, que « la Corée du Nord devrait se conformer aux recommandations des divers organismes des Nations unies pour les droits de l'homme. En d'autres termes, la Corée du Nord devrait être traitée comme tous les autres pays et pas comme un État illégitime à abattre. Bien que le "Comité américain pour les droits de l'Homme en Corée du Nord" compte un assez grand nombre de partisans de la ligne dure au sein de son conseil, tels Chuck Downs, Nicholas Eberstadt, et Carl Gershman, ils partagent le pouvoir avec des modérés comme Morton Abramowitz et Samantha Powers, et le Comité fait attention à ne pas devenir un groupe de pression politique. »
Nonobstant ses divergences internes sur le dossier nord-coréen, le Congrès américain a proposé qu'il soit nommé un représentant permanent pour la Corée du Nord, chargé des négociations à six sur les armes nucléaires en Corée du Nord ainsi que des relations bilatérales avec la république populaire démocratique de Corée.

#### Le retournement de la diplomatie américaine après 2000
L'Accord-cadre de 1994, fondé sur l'abandon de tout programme nucléaire militaire nord-coréen en contrepartie d'un accès élargi de la Corée du Nord au nucléaire civil dans le cadre de l'Organisation de développement énergétique coréenne, a reflété le succès des pragmatiques au sein de l'administration américaine. Une conséquence de l'accord fut la signature d'un communiqué conjoint entre la Corée du Nord et les États-Unis en octobre 2000, aux termes duquel les deux parties s'engageaient à réduire l'hostilité réciproque et à progresser dans la normalisation de leurs relations diplomatiques. En 1999, le rapport Perry recommandait, selon le spécialiste John Feffer, de « traiter avec la Corée du Nord telle qu'elle est, et non comme on voudrait qu'elle soit. »
Cette politique n'était évidemment pas conforme aux objectifs des néoconservateurs d'un changement de régime à Pyongyang. Toujours selon John Feffer, « tout comme les opposants à la détente avec l'Union soviétique exagéraient la menace militaire soviétique dans les années 1970, les adversaires de l'Accord-cadre ont tenté de démontrer que la menace de la Corée du Nord n'avait pas diminué après 1994. Leurs efforts ont abouti en 1998 à la Commission Rumsfeld sur la menace des missiles balistiques, qui a imaginé une frappe nord-coréenne contre le territoire des États-Unis, et aux rapports et auditions menés par les partisans de la ligne dure du Comité consultatif sur la Corée du Nord (North Korea Advisory Group-NKAG). »
Alors que les pragmatiques mettaient l'accent sur des mesures de sécurité réciproques entre les États-Unis et la Corée du Nord, les néoconservateurs ont conquis l'exécutif, puis la majorité du Congrès. Ils ont ainsi pu faire voter le North Korean Human Rights Act en 2004, pour justifier par les violations des Droits de l'homme les mesures tendant à un changement de pouvoir à Pyongyang (financement des missions protestantes prosélytes actives à la frontière sino-coréenne, sanctions financières, renforcement de l'embargo, entraves à l'aide humanitaire).
Pour sa part, John Feffer s'inquiète des effets de la stratégie dite du « linkage » au vu du précédent des relations américano-soviétiques : « le linkage risque de rompre les négociations actuelles sur la question nucléaire et de menacer la stratégie globale d'engagement, comme le linkage a porté un coup à la détente américano-soviétique des années 1970. »

### Les soldats américains passés en Corée du Nord
Pendant la guerre froide, au début des années 1960, quatre soldats américains ont disparu de leurs unités en Corée du Sud et sont arrivés en Corée du Nord après avoir franchi la zone démilitarisée.
Deux de ces quatre hommes sont morts de cause naturelle en Corée du Nord. Parmi les deux survivants, Charles Robert Jenkins, avec son épouse japonaise qui avait été enlevée par la Corée du Nord, a pu rejoindre l'Indonésie en septembre 2005, où il a dû quitter l'armée (et a été condamné à trente jours d'arrêt) pour avoir déserté quarante ans plus tôt, alors qu'il encourait une peine de prison à vie pour désertion par les tribunaux militaires américains.
Le dernier des quatre soldats américains, James Dresnok, souhaite rester en Corée du Nord. Le producteur britannique Nicholas Bonner, qui a déjà coproduit deux films documentaires sur la Corée du Nord, a réalisé un documentaire Crossing the Line consacré à  James Dresnok et présenté au Festival de cinéma de Berlin.

### La question nucléaire en Corée
En 1994, un accord-cadre a été signé à Genève entre les États-Unis et la Corée du Nord visant à l'abandon de tout programme nucléaire militaire par les Coréens, en contrepartie de l'engagement des États-Unis à fournir des centrales à eau légère, ainsi que du pétrole et une aide alimentaire. Comme en 2006 dans le cas de l'Iran, les Américains ne souhaitaient pas qu'un pays non-détenteur de l'arme nucléaire se dote d'une technologie nucléaire duale (pouvant être utilisée à des fins civiles ou à des fins militaires). Pour les Nord-Coréens, le recours à l'énergie nucléaire devait permettre de pallier la crise énergétique, notamment après la fin des approvisionnements en pétrole soviétique à des conditions préférentielles, tandis que l'accès de tous les États au nucléaire civil constitue l'un des fondements du traité sur la non-prolifération des armes nucléaires (TNP).
L'accord de Genève n'a toutefois pas été honoré : les Américains n'ont pas livré de centrales à eau légère, arguant du non-respect par les Coréens de leurs engagements (suspension du programme nucléaire et des ventes de missiles à l'étranger).
Selon le sous-secrétaire d’État James Kelly, des responsables nord-coréens lui auraient avoué l’existence d’un tel programme, lors de sa visite d’octobre 2002 à Pyongyang. Bien que cet aveu ait été nié par la Corée du Nord (laquelle répète que M Kelly aurait confondu droit à détention et détention d'armes nucléaires), les États-Unis ont décidé de suspendre officiellement leurs engagements pris lors de l'accord-cadre de 1994. On soupçonne l’État pakistanais d'être responsable de cet hypothétique transfert de technologie nucléaire, sans toutefois en avoir la preuve.
La Corée du Nord a toutefois justifié la possibilité de détenir l'arme nucléaire comme une arme de dissuasion vis-à-vis des États-Unis ; en contrepartie de l'abandon de tout programme nucléaire militaire, elle demande le retrait des troupes américaines de Corée du Sud et des garanties de sécurité contre une éventuelle agression américaine. En ce domaine, la doctrine nucléaire de Pyongyang est très proche dans ses principes de la doctrine française de dissuasion : l'arme nucléaire doit prévenir une attaque ennemie, et non être utilisée en premier.
La Corée du Nord demande également le retrait des armes nucléaires que détiendraient les États-Unis en Corée du Sud. Si les Américains nient détenir des armes nucléaires en Corée, ils n'ont jamais accepté d'ouvrir leurs bases soupçonnées d'abriter des armes nucléaires aux inspecteurs de l'Agence internationale de l'énergie atomique.
La crise ouverte en 2002 sur le nucléaire nord-coréen a entraîné plusieurs cycles de négociations à six parties (Corée du Nord, Corée du Sud, États-Unis, Chine, Japon, Russie).
À l'issue du dernier cycle de négociations à six lors de la conférence de Pékin, à la fin de l'été 2005, la Corée du Nord a accepté de renoncer à l'arme atomique le 19 septembre 2005 sous réserve, d'une part, que la communauté internationale autorise son programme de nucléaire civil afin de réduire sa dépendance énergétique, et d'autre part qu'elle dispose de garanties de sécurité pour prévenir une attaque américaine à son encontre.
La mise en œuvre de l'accord, formulé en termes généraux, a buté sur des difficultés d'interprétation et, plus fondamentalement, sur des objectifs divergents des différentes parties à la conférence de Pékin : si la Corée du Sud, les États-Unis, le Japon, la Chine et la Russie ne souhaitent pas que la Corée du Nord soit une puissance nucléaire, seuls les États-Unis poursuivent l'objectif d'un changement de régime à Pyongyang (alors que le Japon et la Corée du Sud craignent la déstabilisation régionale qui résulterait d'un tel changement politique en Corée du Nord). De ce point de vue, la question nucléaire coréenne n'est, pour les Américains, qu'un argument parmi d'autres (les droits de l'homme, les trafics dont Washington accuse Pyongyang) pour faire chuter le régime de Pyongyang. Les sanctions financières américaines contre la Corée du Nord, depuis la fin de l'année 2005, s'inscrivent dans une même logique d'affrontement de la diplomatie américaine.
La Corée du Nord a effectué son premier test nucléaire souterrain, le lundi 9 octobre 2006. Le Conseil de sécurité des Nations unies a adopté à l'unanimité la résolution 1718 condamnant l'essai nucléaire nord-coréen.

### Les sanctions américaines contre la Corée du Nord
En vertu du Trading with the Enemy Act instauré en 1917 pour restreindre le commerce avec les pays hostiles aux États-Unis, des sanctions économiques ont été prises dès 1950 contre la république populaire démocratique de Corée. Elles ont été modifiées à plusieurs reprises, y compris par le président américain Bill Clinton en juin 2000 à la suite de sa décision d'alléger les sanctions économiques contre la Corée du Nord afin d'améliorer les relations entre les deux pays, de favoriser la mise en œuvre de l'accord-cadre signé à Genève en 1994, et d'encourager le moratoire unilatéral sur les tests de missiles à longue portée décrété par la Corée du Nord en 1999.
En mai 2001, les États-Unis ont ainsi livré 100 000 tonnes de nourriture à la Corée du Nord. À la suite de l'arrivée au pouvoir de l'administration Bush d'inspiration néoconservatrice, les  États-Unis ont changé de politique en suspendant à partir d'octobre 2002 leur aide à la Corée du Nord, désormais classée sur l' « axe du Mal » par l'administration américaine et accusée de ne pas respecter l'accord-cadre de 1994 sur son programme nucléaire militaire. Washington a également renforcé, depuis le début de l'année 2006, ses sanctions économiques contre Pyongyang : selon le journaliste du Monde Philippe Pons, « à défaut d'attaquer militairement la Corée du Nord, les États-Unis s'efforcent de l'étrangler financièrement. Au cours des six derniers mois, diverses mesures ont frappé des entreprises et des maisons de commerce nord-coréennes, ainsi que des banques étrangères en relation avec Pyongyang. La société suisso-nord-coréenne Kohas, qui fabrique des consoles métalliques, a été placée sur la « liste noire » américaine. Elle est soupçonnée de fournir du matériel servant à la fabrication d'armement, et ses avoirs aux États-Unis ont été gelés. »
Le 19 mars 2007, un accord bancaire entre les États-Unis et la république populaire démocratique de Corée doit permettre l'ouverture d'une deuxième série de négociations multipartites sur la dénucléarisation de la péninsule coréenne : aux termes de cet accord, 25 millions de dollars de fonds nord-coréens qui avaient été bloqués sur les comptes d'une banque de Macao, la Banco Delta Asia, seraient restitués à la Corée du Nord, mais l'interdiction faite aux institutions financières américaines de traiter avec la BDA serait maintenue.

### Les perspectives de normalisation des relations diplomatiques en 2007
Dans le cadre des pourparlers à six sur les armes nucléaires en Corée du Nord, une déclaration conjointe américano - nord-coréenne a été publiée le 13 février 2007, aux termes de laquelle"La RPDC et les États-Unis commenceront des négociations bilatérales visant à résoudre les problèmes en cours et à progresser vers des relations diplomatiques complètes". Selon les observateurs étrangers, les États-Unis envisageraient la levée des sanctions financières qu'ils ont prises à l'égard de la RPDC en contrepartie de la fermeture du réacteur nucléaire de Yongbyon. En juin 2007, la visite du secrétaire d'État adjoint américain chargé du dossier nord-coréen, Christopher Hill, a été la première à ce niveau depuis 2002. Auparavant, le déblocage par les États-Unis de fonds nord-coréens détenus par la Banco Delta Asia, basée à Macao, avait levé le principal obstacle à la mise en œuvre de l'accord du 13 février 2007, et ouvert la voie au retour des inspecteurs de l'AIEA à Pyongyang en vue de fermer du réacteur nucléaire de Yongbyon.
Le président George W. Bush a salué l'accord signé à Pékin entre les six participants, en observant que "ces discussions représentent la meilleure opportunité d'utiliser la voie diplomatique à l'égard des programmes nucléaires de la Corée du Nord".
Les négociations bilatérales directes entre la Corée du Nord et les États-Unis marquent un changement de cap de l'administration américaine, les partisans de la négociation l'ayant emporté sur les néoconservateurs favorables à une confrontation. Selon Kenneth Quinones, spécialiste de la Corée du Nord au département d’État américain, un terrain d'entente pour une négociation diplomatique a été trouvé à au moins trois reprises depuis septembre 2005, mais à chaque fois ces initiatives "ont été torpillées par l'équipe Bush-Cheney-Rumsfeld".
Cette réorientation de la diplomatie américaine est consécutive à la mise en doute de la fiabilité des rapports de services de renseignement américains sur la conduite par la Corée du Nord d'un programme secret d'enrichissement d'uranium. Ces accusations américaines avaient conduit la Corée du Nord à expulser les inspecteurs de l'Agence internationale de l'énergie atomique et à se retirer du Traite de non-prolifération nucléaire : la Corée du Nord avait alors fait le choix de s'inscrire dans un rapport de forces avec les États-Unis, la tension ayant culminé avec l'Essai nucléaire nord-coréen du 9 octobre 2006.
Puis l'audition par le Congrès américain du responsable des renseignements américains en Corée du Nord, M. Joseph deTrani, en février 2007, a mis en doute l'existence d'un tel programme clandestin d'enrichissement de l'uranium. L'ancienne secrétaire d’État américaine Madeleine Albright a fait une comparaison avec les informations des services de renseignements américains selon lesquelles l'Irak détenait des armes de destruction massive.
Dans ce contexte, en novembre 2007, le gouvernement nord-coréen a remercié les États-Unis pour l'assistance médicale apportée à plusieurs de ses marins, blessés lors de combats avec des pirates au large de la côte somalienne. Cette opération a été considérée comme "symbolique" de la coopération américano - nord-coréenne "dans la lutte contre le terrorisme".

### Années 2010
En 2012, le programme nucléaire et balistique de la Corée du Nord envenime toujours les relations de ce pays. Le 29 février 2012, l’administration Obama signe un accord avec la Corée du Nord concernant la distribution de 240 000 tonnes d’aide alimentaire tout au long de l’année prochaine, contre l’arrêt de tout lancement de missiles et de tout essai nucléaire mais la tentative de lancement de la fusée Uhna 3 brise celui-ci.
En avril 2017, la situation se tend et est incertaine après la décision unilatérale de Donald Trump d'envoyer un porte-avions à proximité de la Corée du Nord. Le 1er mai 2017, le président américain Donald Trump se disait prêt à rencontrer en tête-à-tête son homologue nord-coréen Kim Jong-un si les conditions le permettaient afin de désamorcer la crise nucléaire dans la péninsule.
Selon l'historienne Juliette Morillot, « la Corée du Nord a des demandes bien précises : un traité de paix sur la péninsule (techniquement les deux Corées sont toujours en guerre depuis 1953), un traité de non-agression avec les États-Unis, une reconnaissance diplomatique et enfin un dialogue bilatéral avec la Corée du Sud et un autre avec les États-Unis ».
En mars 2018, les présidents américain et nord-coréen ont accepté de se rencontrer pour un sommet historique, qui devrait se tenir au mois de mai,. Une annonce qui intervient dans le sillage du réchauffement des relations entre les deux Corées entrevu lors des JO d'hiver, qui se sont tenus à Pyeongchang (Corée du Sud) un mois plus tôt.

## Rapports avec laSuisse
La Suisse accueille une ambassade de Corée du Nord à Berne et la Confédération maintient à Pyongyang un organisme diplomatique d'aide au développement.

## Rapports avec l'Union européenne

### Les relations bilatérales avec les États membres
Pendant la guerre froide, seuls quelques pays ouest-européens non-alignés, notamment la Suède et la Finlande, avaient établi des relations diplomatiques avec Pyongyang.
L'évolution des relations intercoréennes après la disparition de l'URSS a encouragé la reconnaissance diplomatique de la Corée du Nord progressivement par la quasi-totalité des États européens, bien que les aléas dans l'évolution des rapports avec la Corée du Sud et le dossier nucléaire nord-coréen aient entravé le développement des échanges bilatéraux.
Au sein de l'Union européenne, le principal partenaire économique de la Corée du Nord est l'Allemagne - où réside la plus importante minorité coréenne d'Europe de l'Ouest et qui a en partie poursuivi les relations tissées entre l'ex-RDA et la RPDC. La représentation des intérêts des citoyens européens en Corée du Nord est assurée par le Royaume-Uni, dont l'ambassade à Pyongyang constitue un des principaux postes diplomatiques européens en RPDC.
La RPDC maintient une ambassade en Bulgarie qui est la seule dans la région. L'ambassade bulgare à Pyongyang a été rouverte en 2005.
En mars 2018, sept États membres de l'UE disposent d'une ambassade en Corée du Nord.
Cas de la France
Pour sa part, la France reste l'un des deux pays de l'Union européenne, avec l'Estonie, à ne pas reconnaître la Corée du Nord, en invoquant la situation des droits de l'homme et la non-résolution de la question nucléaire. Elle a toutefois développé des relations d'échanges avec la Corée du Nord, en participant à la neuvième foire commerciale internationale de Pyongyang en mai 2006. La visite de Jack Lang, du 9 au 13 novembre 2009, a amené à la prise de décision française d'implanter plusieurs structures culturelles, un attaché humanitaire et d'offrir davantage d'aide à la Corée du Nord. Cependant, cet accord ne prévoit pas l'implantation d'une ambassade comme l'espérait le régime nord-coréen.

### Les relations avec l'Union européenne
L'Union et la plupart des États membres entretiennent des relations diplomatiques avec la république populaire démocratique de Corée depuis 2001.

#### Les droits de l'homme
Tout en approfondissant la coopération économique et culturelle avec la Corée du Nord, les États européens ont initié un dialogue avec Pyongyang sur les droits de l'homme, non sans quelques résultats, y compris sur des cas individuels. En avril 2003, se rapprochant des États-Unis selon les autorités nord-coréennes (« l'alignement de l'Union européenne sur la politique des États-Unis et son attitude de confrontation » : cf. ), l'Union européenne a fait adopter par la Commission des droits de l'homme de l'ONU une résolution dans laquelle 
« la Commission [des droits de l’homme] se déclare profondément préoccupée par les violations systématiques, massives et graves des droits de l'homme en République populaire démocratique de Corée, notamment : la torture et autres peines ou traitements cruels, inhumains ou dégradants, les exécutions publiques, l'imposition de la peine de mort pour des raisons politiques, l'existence d'un grand nombre de camps pénitentiaires et le recours très fréquent au travail forcé, ainsi que le non-respect des droits des personnes privées de liberté ; toutes les restrictions graves et incessantes aux libertés de pensée, de conscience, de religion, d'opinion et d'expression, de réunion pacifique et d'association et à l'accès de tous à l'information, et les limitations imposées à quiconque souhaite circuler librement à l'intérieur du pays et voyager à l'étranger ; les mauvais traitements et la discrimination dont sont victimes les enfants handicapés ; ainsi que la violation constante des libertés et droits fondamentaux des femmes. »
 Il en a résulté la rupture du dialogue entre l'Union européenne et la Corée du Nord sur les droits de l'homme. La capacité d'action des Européens dans ce domaine est désormais nulle.

#### L'aide humanitaire
L'Union européenne poursuit une politique d'aide humanitaire, à laquelle a été affecté un budget de 12 millions d'euros en 2006. En 2007, le budget prévisionnel des actions de coopération humanitaire de l'Union européenne en Corée du Nord s'élève à 8 millions d'euros.
L'action des différentes ONG européennes est regroupée depuis avril 2006 dans le cadre du programme d'assistance de l'Union européenne.

## Rapports avec les autres pays
La tournée en Afrique et en Asie, du 20 juillet au 2 août 2007, du numéro deux nord-coréen Kim Yong-nam s'inscrit dans le cadre d'un resserrement récent des liens entre les pays du Tiers-Monde et la RPD de Corée, naguère l'un des chefs de file du mouvement des non-alignés.

### Asie du Sud

#### Le Pakistan
Le Pakistan est l'un des rares pays à entretenir des relations à la fois diplomatiques et économiques avec la Corée du Nord. Les relations formelles entre les deux États remontent aux années 1970 lorsque le Premier ministre pakistanais Zulfikar Ali Bhutto visite officiellement la Corée du Nord. Le Pakistan a une ambassade à Pyongyang tandis que la Corée du Nord a une ambassade à Islamabad, un consulat-général à Karachi et d'autres consulats dans les grandes villes pakistanaises.
Malgré la montée d'un certain sentiment antiaméricain au Pakistan et la coopération sino-pakistanaise, l'opinion publique pakistanaise envers la Corée du Nord reste divisée, 27 % de la population la voyant comme étant positive et 27 % exprimant un point de vue négatif, ce qui peut s'expliquer en raison de l'athéisme d’État de la Corée du Nord et son anticléricalisme, conformément à l'idéologie communiste que suit le pays, tandis que la population pakistanaise est majoritairement musulmane et très pratiquante. Le Pakistan se serait notamment tourné vers la Corée du Nord selon les États-Unis pour l'acquisition de missiles du fait de la pression occidentale sur la Chine, réluctante à livrer des missiles Dongfeng aux Pakistanais.

### Asie du Sud-Est

#### La Birmanie
Lors d'un déplacement à Rangoun du vice-ministre nord-coréen des Affaires étrangères Kim Yong-il, un accord a été signé, le 26 avril 2007, en vue du rétablissement des liens diplomatiques entre la République populaire démocratique de Corée et le Myanmar, après une rupture de vingt-quatre ans.
U Thein Lwin est devenu, le 1er août 2007, le premier ambassadeur birman nommé en République populaire démocratique de Corée.

#### Singapour
Lors de sa visite à Singapour, début août 2007, Kim Yong-nam, président du praesidium de l'Assemblée populaire suprême, a été reçu par le président Sellapan Ramanathan, qui a rappelé au renforcement des liens entre leurs deux pays "non-alignés". La Corée du Nord a manifesté son intérêt pour le modèle de développement de Singapour.

#### La Thaïlande
L'ambassade nord-coréenne en Thaïlande concerne le principal poste diplomatique de la RPDC en Asie du Sud-Est, compte tenu notamment de la place prise par la Thaïlande dans le commerce extérieur nord-coréen (sur les relations commerciales bilatérales, voir l'article détaillé sur l'économie de la Corée du Nord, rubrique "commerce extérieur", sous-rubrique "Thaïlande").

### Monde arabe

#### L'Algérie: dans la continuité du soutien aux mouvements de libération nationale
Lors de la décolonisation, la RPDC a soutenu politiquement et militairement les mouvements de libération nationale d'États du tiers-monde. Elle a ainsi été le premier État non-arabe à reconnaître officiellement le gouvernement provisoire de la République algérienne, dont une délégation a été reçue à Pyongyang dès 1959 avec tous les honneurs dus à une délégation gouvernementale. Le FLN algérien a en effet reçu un important appui militaire de la Corée du Nord durant la guerre d'Algérie.
Une délégation nord-coréenne, conduite par Kim Yong-nam, président du praesidium de l'Assemblée populaire suprême, s'est rendue à Alger du 24 au 26 juillet 2007, où elle a été reçue par le président Abdelaziz Bouteflika. Cette visite officielle devrait renforcer la coopération entre les deux pays, notamment dans le domaine de la santé.

#### L'Égypte
Lors de sa tournée diplomatique en Asie et en Afrique, Kim Yong-nam a été reçu, les 26 et 27 juillet 2007, par le président égyptien Hosni Moubarak, qui s'est lui-même rendu plusieurs fois à Pyongyang. Lors de cette visite, le président égyptien a rappelé les liens anciens entre Le Caire et Pyongyang, et notamment le soutien nord-coréen à l'Égypte lors de la guerre avec Israël en octobre 1973.
La coopération économique bilatérale concerne notamment le secteur de la construction : début juillet 2007, l'entreprise égyptienne Orascom a signé un contrat d'investissement, d'un montant de 115 millions de dollars, avec l'entreprise nord-coréenne de ciment Sangwon.

#### L'Irak
Les relations formelles entre les deux pays sont établies en 1968 après l'arrivée au pouvoir de Saddam Hussein en Irak. Elles sont marquées initialement par une entente cordiale avant qu'elles se dégradent fortement et soient formellement rompues en 1980 en raison de la guerre Iran-Irak, la Corée du Nord préférant soutenir son allié iranien en lui fournissant notamment des blindés T-54/T-55, des batteries anti-aériennes, des canons automoteurs M-1978 Koksan ainsi que des missiles Scud. Nombre de ces exemplaires seront capturés par l'armée irakienne durant le conflit.
En 2001, un rapport américain affirme que l'Irak et des ingénieurs nord-coréens auraient conjointement construit une usine de missiles au Soudan. Toujours selon la même source, les Irakiens auraient investi 400 millions de dollars pour ce projet de construction, fonds obtenus grâce aux exportations de pétrole. La Corée du Nord aurait fourni par ailleurs des missiles Scud à l'Irak, deux douzaines alors que le programme balistique irakien avait été en grande partie neutralisé pendant l'opération Tempête du désert durant la guerre du Golfe en 1991.
Depuis 2004, alors que l'invasion de l'Irak par les États-Unis a vu le renversement de Saddam Hussein et l'établissement d'un nouveau gouvernement irakien, les relations diplomatiques n'ont toujours pas été restaurées entre les deux pays. La rapide chute du régime irakien a par ailleurs convaincu la Corée du Nord la nécessité de posséder l'arme nucléaire.

#### La Libye
La Corée du Nord établit des relations diplomatiques formelles avec la Libye de Mouammar Kadhafi en 1974. Le gouvernement nord-coréen ouvre une ambassade à Tripoli, la capitale du pays. Jusqu'en 2011, les relations entre les deux États sont marquées par une entente cordiale, la Corée du Nord fournissant notamment au régime libyen de l'hexafluorure d'uranium, composé utilisé pour l'enrichissement d'uranium et combustible pour les réacteurs nucléaires/armes nucléaires selon un rapport du Pentagone.
Un certain nombre de travailleurs nord-coréens étaient également présents dans le pays. Les exportations nord-coréennes vers la Libye comprenaient par ailleurs du matériel militaire tel que des Scud-C d'une portée de 550 km. Le gouvernement libyen se montre favorable à l'acquisition de missiles balistiques à moyenne portée Rodong-1 auprès de la Corée du Nord du fait de l'embargo sur les armes imposé par l'ONU. Les officiels américains dénoncent alors une « coopération entre la Corée du Nord et la Libye ».
Le 19 décembre 2003, la Libye accepte finalement de mettre un terme à son programme d'armes de destruction massive, de détruire ses missiles balistiques et d'autoriser des inspections de l'ONU.
En 2011, alors que la guerre civile libyenne éclate, des armes conventionnelles nord-coréennes sont retrouvées par les rebelles du Conseil national de transition, dont des roquettes, des canons anti-aériens et des mines anti-personnel. Le 24 mars 2011, le gouvernement nord-coréen suggère à la Libye dans une déclaration qu'elle aurait dû conserver son programme nucléaire. Le démantèlement des armes de destruction massive libyennes a en effet rendu possible l'intervention militaire de l'OTAN selon certains analystes,,.
La Corée du Nord n'a pas reconnu l'autorité des rebelles et a interdit à ses ressortissants travaillant en Libye (environ 200) de retourner en Corée de peur d'une propagation de la révolte populaire.

#### La Syrie
Alliée de longue date du régime syrien du temps d'Hafez el-Assad,,, la Corée du Nord soutient diplomatiquement et militairement le gouvernement de Bachar el-Assad dans sa guerre face aux insurgés qui veulent le renverser du pouvoir depuis 2011,.
Bien que Pyongyang dément apporter une quelconque aide militaire à Damas, les deux États conservent toujours des relations très étroites et se soutiennent mutuellement,,. Le 4 décembre 2018, le ministre nord-coréen des Affaires étrangères, Ri Yong-ho, affirme même que son pays et la Syrie font face au "même ennemi"  (les États-Unis).

### Afrique subsaharienne
Plusieurs pays africains, comme le Bénin, la Guinée et le Zimbabwe, entretiennent de bonnes relations avec Pyongyang dont ils ont reçu une aide économique et militaire, la république populaire démocratique de Corée (RPDC) ayant joué un rôle actif au sein des pays non-alignés. Plusieurs États du tiers monde, comme la Guinée continuent ainsi d'entretenir des relations exclusivement avec la Corée du Nord, sans avoir établi de relations diplomatiques avec la Corée du Sud.
Après le soutien apporté par la Corée du Nord aux mouvements de décolonisation en Namibie et en Angola, Kim Yong-nam, président du praesidium de l'Assemblée populaire suprême, chef d'État en titre et considéré comme le numéro deux nord-coréen, effectue une tournée dans ces deux pays, ainsi qu'en Ouganda, en mars 2008.

#### L'Éthiopie
L'Éthiopie et la Corée du Nord ont noué des relations anciennes, liées au soutien politique et militaire nord-coréen aux mouvements de décolonisation en Éthiopie.
La visite officielle en Éthiopie du chef de l'État nord-coréen Kim Yong-nam, fin juillet 2007, doit permettre de renforcer la coopération bilatérale dans les secteurs de l'agriculture et du développement de l'irrigation.

#### Afrique du Sud
La Corée du Nord apporte son soutien à la lutte de Nelson Mandela et de l'ANC contre l'apartheid, procurant une formation militaire à des militants et participant aux efforts diplomatiques internationaux contre le régime sud-africain..

### Amérique latine

#### Le Venezuela
Plus récemment, le Venezuela de Hugo Chávez a intensifié ses échanges avec la Corée du Nord. Des jeunes et des étudiants nord-coréens se sont ainsi rendus dans ce pays en août 2005. Lors d'une rencontre le 2 octobre 2005 avec Yang Hyong-sop, vice-président du présidium de l’Assemblée populaire suprême, en visite au Venezuela, le président Hugo Chávez a exprimé sa solidarité avec la Corée du Nord.

### Moyen-Orient

#### L'Iran
En visite à Téhéran, le 10 mai 2007, le vice-ministre nord-coréen des Affaires étrangères Kim Yong-il a rencontré Manouchehr Mottaki, ministre iranien des Affaires étrangères. Un accord bilatéral a été signé. Comme l'a précisé Manouchehr Mottaki, cette rencontre s'est inscrite dans le cadre du renforcement des liens économiques, politiques et culturels entre les deux pays, bien que la question de la dette nord-coréenne envers l'Iran devait encore être réglée.
La signature d'un accord de coopération bilatéral, le 8 août 2007, doit renforcer les échanges économiques entre les deux pays, notamment dans les domaines de la construction et des industries technologiques.
Le 8 août 2007, le ministre iranien du pétrole Kazem Vaziri Hamaneh et le ministre nord-coréen du commerce extérieur Rim Kyong-man ont conclu un accord pour développer la coopération bilatérale dans le secteur énergétique, à la suite du resserrement des liens politiques entre leurs deux pays. Selon le ministre iranien du pétrole : "Puisque nos deux nations sont en première ligne dans le combat contre l'impérialisme et que maintenant les relations politiques sont au plus haut niveau, la Corée du Nord recevra du pétrole de l'Iran et elle approvisionnera l'Iran du surplus de son propre pétrole raffiné".

### Trafics illégaux
Dans les années 1990, la Corée du Nord est fortement accusée par la communauté internationale, en particulier par la Russie et le Japon, d’exporter des drogues produites sur son territoire. Seize cas d'officiels de ce pays impliqués dans de tels trafics ont été révélés durant cette décennie. La CIA estime que la production d'opium dans le pays était à cette date de 30 à 44 tonnes. Plusieurs autres trafics d’espèces protégées, de fausses antiquités, de CD piratés, de cigarettes de contrebande, de fausses monnaies ont été aussi découverts concernant des diplomates de ce pays. Selon le gouvernement nord-coréen, il s’agît de simples cas de corruption individuelle.